# 지제고
지제고(知制誥)는 한국과 중국에 존재했던 관직이다.

## 한국
고려에서 정4품의 학사직(學士職)을 맡은 인물이 지냈으며 조서(詔書), 교서(敎書) 등을 작성하는 업무를 맡았다. 경우에 따라 내지제고(內知制誥), 외지제고(外知制誥)라고도 불렸으며 
조선 시대에는 지제교(知製敎)로 개칭되었다.